# Sinchon
Sinchon (Hán Việt: Tín Xuyên) là một huyện thuộc tỉnh Hwanghae Nam tại Cộng hòa Dân chủ Nhân dân Triều Tiên.

## Địa lý
Sinchon giáp với Anak ở phía bắc, phía tây là Samchon và Taetan, phía nam là Pyoksong và Sinwon, và phía đông là Chaeryong. Hầu hết diện tích Sinchon là đồng bằng, các ngọn núi tạo thành ranh giới tự nhiên của huyện. Đỉnh núi cao nhất trong huyện là Ch'ŏnbong], với 627 mét.
Có một vài suối nước nóng nổi tiếng tại Sinchon, bao gồm suối Sinchon và suối Kunroja. Trên địa bàn huyện có ngôi chùa Chahyesa nổi tiếng được xây từ năm.

## Lịch sử
Dưới thời Cao Ly, tên của khu vực mà nay là Sinch'ŏn là Sinju. Huyện được đổi sang tên gọi hiện nay dưới thời nhà Triều Tiên vào năm 1413. Đến năm 1909 Sinch'ŏn được sáp nhập với Munhwa, một đơn vị hành chính hiện không còn tồn tại. Huyện có ranh giới như ngày nay từ sau cải cách hành chính năm 1952, khi đó, phần phía đông của huyện được tác ra để hợp thành huyện mới Samchon.
Vào giai đoạn đầu của chiến tranh Triều Tiên năm 1950, thị trấn Sinch'ŏn được khẳng định là nơi diễn ra một vụ thảm sát thường dân do các lực lượng Hoa Kỳ thực hiện. Các nguồn thông tin Bắc Triều Tiên tuyên bố rằng số thường dân bị giết trong hơn 52 ngày đó là trên 35.000 người, tương đương một phần tư dân số huyện vào lúc đó. Chính phủ Cộng hòa Dân chủ Nhân dân Triều Tiên đã cho mở một has operated the Bảo tàng Tàn bạo chiến tranh của Mỹ tại thị trấn Sinch'ŏn vào năm 1958, trưng bày hài cốt của các nạn nhân.

## Dân cư
Năm 2008, Sinchon có 141.407 cư dân (66.406 nam và 75.001 nữ), trong đó có 33.702 cư dân thành thị (23,8%) và 107.705 cư dân nông thôn (76,2%).

## Giao thông
Huyện có tuyến đường sắt Hwanghae đi qua với các điểm dừng tại ga Pyoksok, ga Sinchon Onchon, ga Sinchon và ga Hwanghae Hongmun. Cũng có một tuyến xa lộ đi qua thị trấn Sinchon.